# شنفیلد
longitudeشنفیلدlatitudeشنفیلد
شنفیلد (به انگلیسی: Shenfield) یک شهرک در انگلستان است که در شهرستان اسکس واقع شده‌است.

## خصوصیات
شنفیلد ۵٬۱۴۴ نفر جمعیت دارد.